# Потпећка пећина
Споменик природе Потпећка пећина је врелска пећина са великим улазним порталом карактеристичног изгледа, етажним распоредом канала и кристалном орнаментиком. Потпећка пећина је споменик природе који се налази у месту Потпеће, које се налази 14 km југоисточно од Ужица. Њен потковичасти улаз се налази на стрмој кречњачкој литици, у подножју Дрежничке градине (932 m нмв). Са висином од 50 m и ширином од 12 m при дну, односно 22 метара при врху, представља највиши пећински улаз у Србији.
По свом настанку, пећина је изворског типа, пошто је настала од водотокова који пониру у Дрежничкој долини и по изласку из пећине стварају речицу Петницу, која се улива у Ђетињу. Сачињава је два главна спрата пећинских канала:
- Горња пећина (старији)
- Доња пећина (млађи)

односно три групе канала (на основу морфолошко-хидролошке еволуције):
- фосилни (Горња пећина)
- периодски активни (дужи део Доње пећине)
- стално активни (најновији подземни ток)

У њеној унутрашњости, на њеном почетку, нађени су остаци људи из неолита (керамика, кременско оруђе и обрађени јеленски рогови).
Пећину су истраживали Јован Жујовић (1893), Јован Цвијић (1914) и Раденко Лазаревић (1957, 1972—1978), да би њено уређење за туристичке посете отпочело у мају 1980. године. За јавност је отворена 19.09. 1984. године и њен уређени део обухвата дужину од 555 m и површину од 3.562m², док се њена укупна дужина процењује на 8 до 10 km.

## Положај и површина
Потпећка пећина се налази у Западној Србији, у долини реке Ђетиње. Припада територији општине Ужице. Од Ужица је удаљена 16 km, а од Пожеге 14. Надморска висина износи 440 m. Површина заштићеног природног добра износи 19,6 хектара и обухвата стеновити одсек у коме се налази пећински улаз, падине брда Градине у залеђу пећине и простор бигрене терасе испод пећинског улаза.

## Геолошке одлике пећине
Пећина је изграђена у кречњацима средњотријаске старости. Ове стене су беличасте боје, масивне, делом банковите и слојевите. Од геолошких творевина истичу се наслаге бигра које су настале из вода пећинских река.

## Вредновање
Због присуства и изражености основних природних обележја, естетских вредности и укупног значаја, Потпећка пећина има својство природног добра.
Пећина је заштићена због следећих одлика:
- карактеристично обликованог и највећег улазног отвора
- појаве разноврсних облика калцитне орнаментике
- специфичних хидролошких обележја
- начина настанка и морфо-хидролошке еволуције
- гео-морфо-хидролошке серије коју чине крашка дрежничка депресија

Ово природно добро има и културно-историјски значај због претпостављеног присуства човека и његове везаности за овај објекат и непосредну околину.

## Режим заштите
Режим заштите подразумева:
- забрану уласка у пећину ван установљеног реда и без пратње и забрану радова и активности које могу неповољно утицати на геоморфолошка, хидрографска и микроклиматска обележја пећине, археолошко-палеонтолошке и биолошке вредности;
- забрану изградње стамбених, викенд објеката за потребе масовне сточарске и индустријске производње, изузев стамбених и пратећих економских објеката у оквиру досадашњих грађевинских парцела постојећих постојећих пољопривредних домаћинстава;
- забрану земљаних, шумарских, грађевинских, водопривредних и других радова који могу изазвати оштећења пећине и њеног улаза и неповољне промене амбијенталних вредности.

## Туристички потенцијал
Потпећка пећина је привлачна за туристе, посебно што се на путу до пећине пролази кроз село Злакуса, чувено по Злакуској лончарији која се налази на Унесковој листи нематеријалног културног наслеђа човечанства. Занимљиво је да ова пећина нема право име. Назив Потпећка потиче од села покрај ког се налази, а село је добило име Потпеће по пећини („село под пећином”).
Улаз у Потпећку пећину спада у ред монументалних дела природе. Џиновски портал у облику потковице, висок 50 м и широк 12 м при дну, односно 22 м при врху, највиши је пећински улаз у Србији. Издубљен је на кречњачкој литици, чији је вертикални део висок 72 м. Из пећине, у којој је температура само 9 степени, избијају два врела која чине два километра дугу реку Петницу. Потпећка пећина, заштићена као споменик природе, најзначајнији је спелеолошки локалитет западне Србије.
Потпећка пећина је дуга десет километара, али је истражена и уређена дужина за посетиоце је 555 м. Улазно силазна стаза има преко 700 степеника. У пећини се налази обиље сталактита и сталагмита према чијим облицима су, у туристичке сврхе, назване и дворане у којима се налазе (Дворана змајева, Дон Кихот, Снежана и седам патуљака...). Цео пут кроз пећину има занимљива имена. Почиње „Шиљатом стеном” после које се улази у дворану „Таван”, названу тако због свода који подсећа на византијску куполу. Ова дворана добија дневно светло и пружа незабораван поглед. Обрис улаза личи на слона са стражарском кулом, који се налазе на врху пећине. Пут се наставља кроз тунел „Главни ходник”, „Пролаза наде” и „Минерски пролаз”, да би се стигло до „Галерије Младих истраживача” и „Цвијићеве дворане” поред ње. Посетиоци даље пролазе кроз „Пролаз слепих мишева” до „Дрезничког канала”, дела пећине који показује њен огроман систем, укупне дужине 6 до 8 километара који повезује села Дрезник и Потпеће. Ту се налазе формације „Снежана”, „Седам патуљака”, „Дон Кихот”, „Невестински вео” и многе друге. Локалитет је опремљен додатним туристичким садржајем - простором за одмор, информативним таблама и другим.
Потпећка пећина једна је од свега пет пећина у Србији уређених за туристичку посету и годишње је посети више десетина хиљада туриста. Може се посетити од од 1. априла до 31. октобра. Туристичку понуду допуњују рибњак калифорнијске пастрмке и етно ресторан који се налазе у непосредној близини.

## Галерија
- Речица Петница која извире из пећине
- „Шиљата стена” на улазу у пећину
- Стена поред улаза у Потпећку пећину